# N-Acetylneuraminsäure
N-Acetylneuraminsäure (abgekürzt NANA von englisch: N-acetylneuraminic acid; veraltet: Lactaminsäure) ist ein Vertreter der Sialinsäuren – acylierte Derivate des Aminozuckers Neuraminsäure. Sie ist die häufigste Sialinsäure und wird daher mitunter selbst als Sialinsäure bezeichnet.

## Gewinnung und Darstellung
N-Acetylneuraminsäure kann aus Milch, Eiern, Schwalbennestern, Submandibular-Mucinen verschiedener Säugetiere und bakteriellen Neuraminsäure-Polymeren (Colominsäuren) isoliert werden.
Die Herstellung gelingt in einem zweistufigen Verfahren aus N-Acetylglucosamin, wobei im ersten Schritt N-Acetylglucosamin basenkatalytisch oder enzymatisch zu N-Acetylmannosamin epimerisiert wird. im zweiten Schritt wird N-Acetylmannosamin mit einem Überschuss Brenztraubensäure unter enzymatischer Katalyse durch eine immobilisierte N-Acetylneuraminsäure-Aldolase zum Endprodukt umgesetzt.

## Vorkommen
N-Acetylneuraminsäure ist beim Menschen die einzig vorkommende Sialinsäure, während bei anderen Säugetieren, darunter den Primaten, auch die N-Glycolylneuraminsäure auftritt. Zahlreiche Oligosaccharide, Glykoproteine, Glykolipide und Ganglioside enthalten N-Acetylneuraminsäure als endständigen Zucker in einer α-glycosidischen Bindung.
Oligosaccharide mit N-Acetylneuraminsäure spielen eine wichtige Rolle bei Protein-Kohlenhydrat-Erkennungsprozessen, die wichtige physiologische Vorgänge steuern, beispielsweise bei Entzündungsprozessen oder Virusinfektionen.

## Eigenschaften
N-Acetylneuraminsäure ist eine labile Verbindung, die sich bereits beim Stehen in wässriger Lösung zersetzt und sehr Alkali-empfindlich ist.
Mittels Röntgenstrukturanalyse kann gezeigt werden, dass N-Acetylneuraminsäure in der β-Konfiguration kristallisiert. In wässriger Lösung stellt sich durch Mutarotation ein Gleichgewichtsgemisch von 8 % α- und 92 % β-N-Acetylneuraminsäure ein.

## Medizinische Verwendung
Im März 2024 wurde N-Acetylneuraminsäure (Präparatename: Acenobel) in Japan zur Behandlung der hereditären Einschlusskörpermyositis (GNE-Myopathie, Nonaka-Myopathie) zugelassen. Es handelt sich um eine sehr seltene erbliche Muskelschwunderkrankung, die durch Mutationen im GNE-Gen verursacht wird, das an der N-Acetylneuraminsäure-Biosynthese beteiligt ist. Die Verabreichung erfolgt oral (Einnahme).